# Edificio Mirador
El Edificio Mirador es un edificio de arquitectura postmoderna que se encuentra en el barrio de Sanchinarro, en el norte de la ciudad de Madrid (España). Fue desarrollado por el estudio de arquitectura neerlandés MVRDV en colaboración con la arquitecta madrileña Blanca Lleó. El proyecto debía incluir 156 apartamentos.

## Características

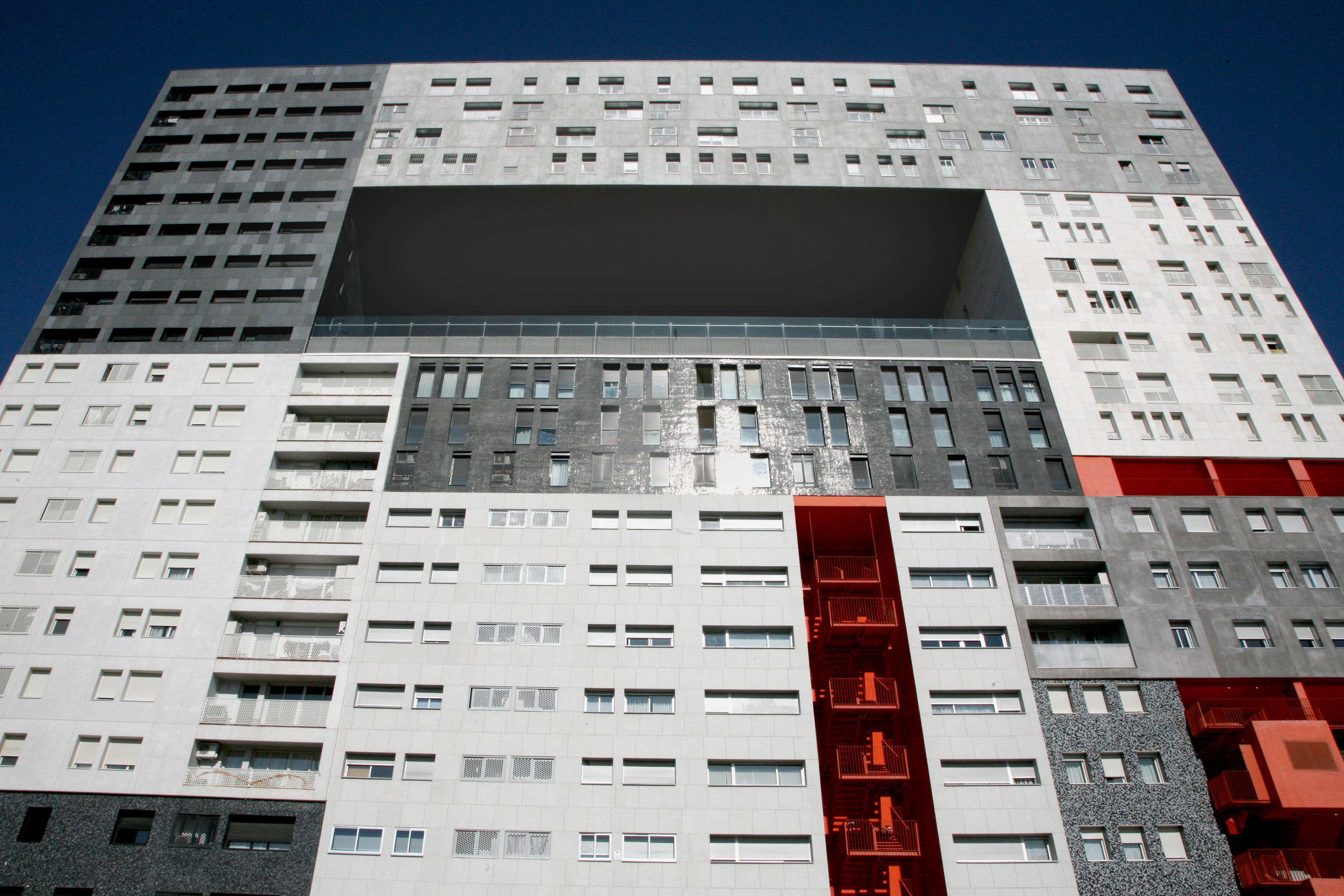
Edificio Mirador, con los diferentes bloques resaltados en colores diferentes.

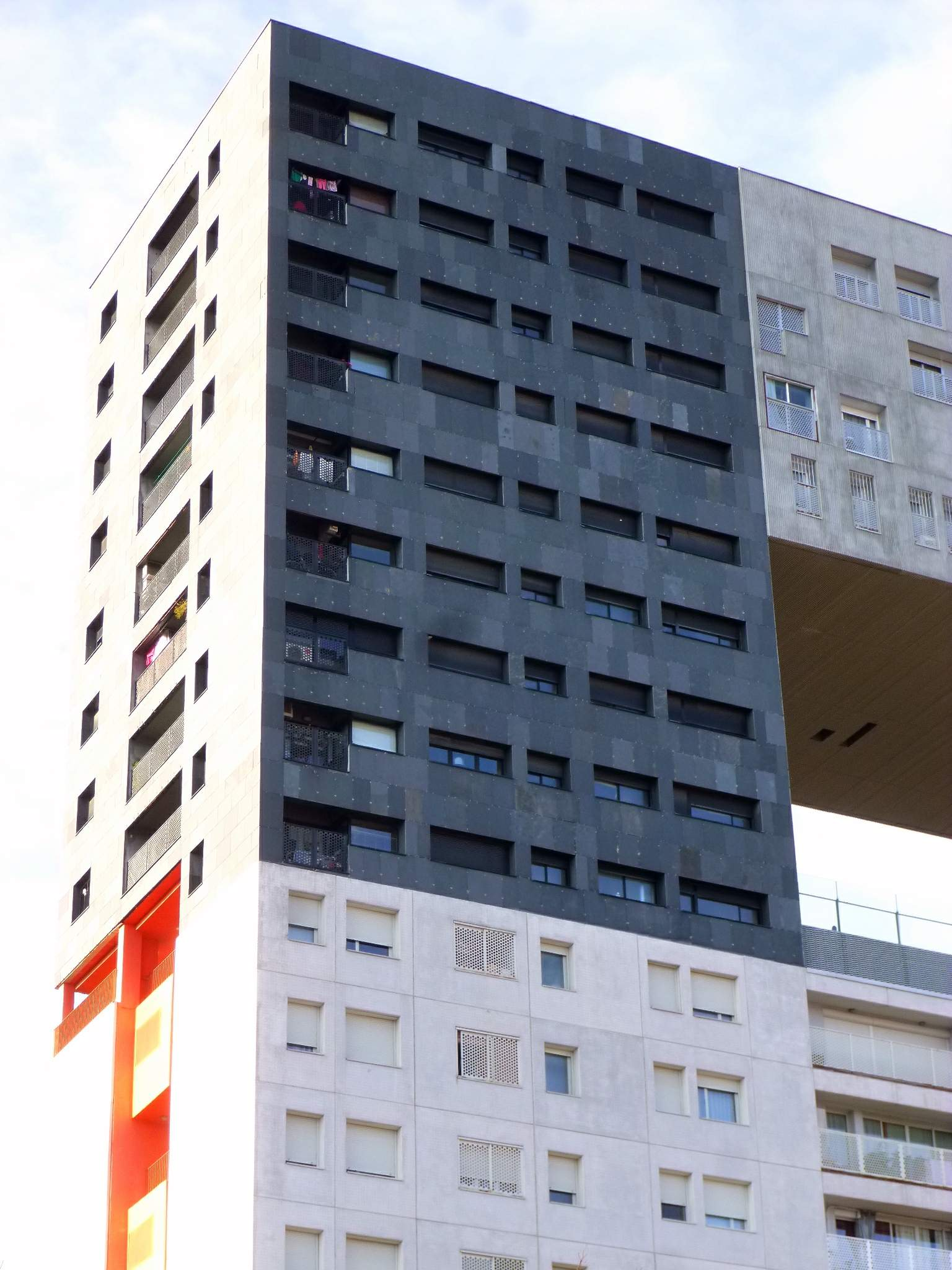
Extremo izquierdo del edificio, donde se aprecia la diferencia en el diseño de los pisos entre la parte gris y la parte blanca.

Se trata de un edificio en altura de 63,4 metros (20 plantas) con viviendas. Lo más llamativo de él es la gran abertura central que se encuentra a 36,8 metros del suelo. En ella hay un jardín comunitario y unas amplias vistas de la sierra de Guadarrama, hecho que da nombre a la construcción.
La idea del proyecto es que este edificio representa una manzana tradicional de un ensanche pero colocada en posición vertical, por lo que la terraza intermedia equivale al patio de manzana y la variedad de colores en fachada y de tipologías de vivienda se deben a la diversidad que se encuentra en una manzana tradicional.
El nombre que coloquialmente más se utiliza es «torre mirador»; también, «torre mirador de la sierra»  y «el edificio del agujero». Su construcción se gestionó desde la EMV (empresa municipal de la vivienda de Madrid), y sus viviendas se adjudicaron por el método del precio tasado. 
La percepción de quien lo conoce por dentro es la de un edificio donde confluye un compendio de acabados, fachadas, tipologías de distribución de cada vivienda (35 diferentes), espacios insólitos o poco frecuentes en edificios de gran altura (corredores, pasillos, escaleras emergencias y de uso normal, terrazas, etc.); ejemplo de ello es el pasillo corredor semiabierto de la última planta, entre otros.
Numerosas mejoras en instalaciones y aislamientos se han acometido por la comunidad de propietarios, quedando a día de hoy cerrada por un vallado reciente, que mejora el uso y acceso al edificio.

## Bloque de bloques
Para la construcción del edificio se juntaron nueve bloques independientes alrededor del hueco. Estos bloques se pueden diferenciar desde el exterior gracias a las diferentes tonalidades y similitudes en las piedras, hormigón y alicatados. Los colores blancos, grises y negros construyen, mientras que las pinturas naranjas indican la circulación del edificio. Cada uno de estos bloques tiene su propia planificación, por lo que se ofrecen al menos nueve tipos diferentes de apartamentos.